# Inishmurray

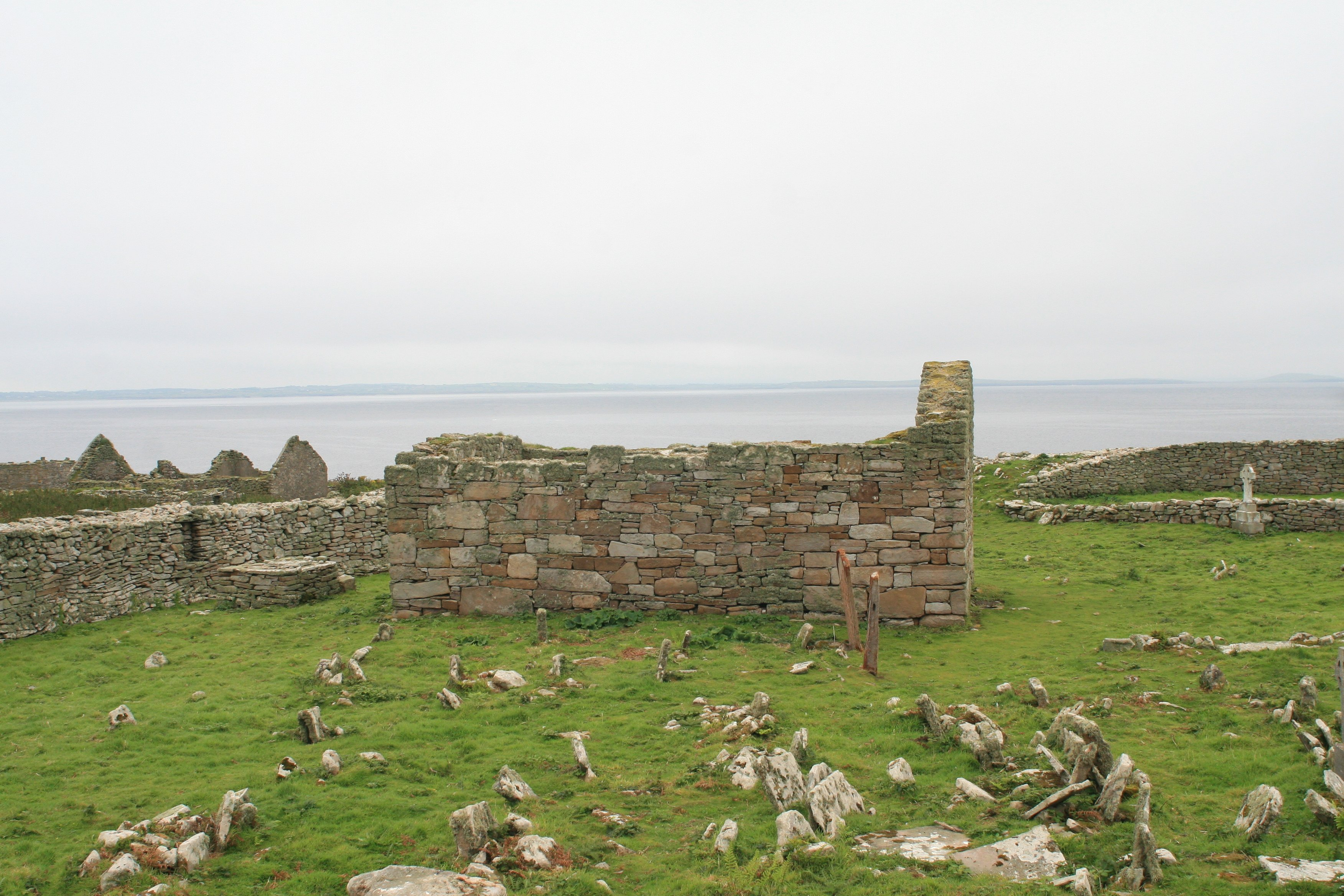
Teampall Molaise, la principale église du monastère, vue du nord avec la côte irlandaise en arrière-plan.

Inishmurray (appelée aussi Inismurray – l'île de Muiredach) est une île inhabitée situé à 7 km de la côte du comté de Sligo. Sa surface couvre 0,9 km2. On trouve sur l'île les restes d'un ancien monastère irlandais, Saint Molaise s'y étant établi là au VIe siècle. Cette colonie monastique fut attaquée en 807 par les Vikings.
Le mur de clôture est impressionnant : 3 m d'épaisseur, et 4,6 m à sa plus grande hauteur. Le site contient diverses constructions ecclésiastiques, comprenant des enclos, un oratoire au toit de pierre, deux églises, un clochán, une grande cellule en forme de ruche, un leacht, une pierre rectangulaire servant d'hommage à un saint ou d'autel ou de lieu de prière, et d'autres vestiges comprenant des pierres pictes, suggérant des influences étrangères. L'ensemble a été fabriqué à partir de blocs de calcaire probablement local.
La population locale a atteint un maximum d'un peu plus de 100 personnes dans les années 1880, et les derniers résidents l'abandonnèrent le 12 novembre 1948. Quelques-uns des bâtiments sont encore visibles, comprenant 15 maisons et la seule école de l'île.
Le site est demeuré une destination de pèlerinage jusqu'à la période actuelle.